# Tadeusz Pawluk
Tadeusz Pawluk (ur. 11 września 1928 w Horodle, zm. 21 maja 1996) – polski duchowny katolicki, kanonista, profesor nauk prawnych, profesor zwyczajny Akademii Teologii Katolickiej w Warszawie, w latach 1978–1984 dziekan Wydziału Prawa Kanonicznego Akademii Teologii Katolickiej w Warszawie, protonotariusz apostolski.

## Życiorys
Syn Mikołaja i Feliksy z domu Szymańska. W latach 1944–1948 odbył naukę w gimnazjum w Horodle. Maturę zdał w 1949 w liceum ogólnokształcącym w Olsztynie. Tam też uzyskał formację kapłańską w Wyższym Seminarium Duchownym Hosianum. 31 maja 1954 z rąk biskupa Antoniego Pawłowskiego otrzymał święcenia kapłańskie. W latach 1954–1957 odbył studia na Wydziale Prawa Kanonicznego Akademii Teologii Katolickiej w Warszawie, gdzie na podstawie pracy pt. Kara śmierci w Kościele uzyskał dyplom magistra prawa kanonicznego. W 1957 podjął pracę duszpasterską oraz wykłady z zakresu prawa kanonicznego w Seminarium Duchownym w Olsztynie (wicerektor Seminarium w latach 1958–1962). W 1959 na Wydziale Prawa Kanonicznego ATK na podstawie napisanej pod kierunkiem Mariana Myrchy rozprawy pt. Śledztwo szczegółowe w karnym prawie kanonicznym uzyskał stopień naukowy doktora w zakresie prawa kanonicznego. W 1966 został zatrudniony na tym wydziale jako adiunkt w Katedrze Kościelnego Prawa Karnego i Postępowania Karnego. Tam też uzyskał w 1969 stopień doktora habilitowanego nauk prawnych w zakresie prawa kanonicznego na podstawie dorobku naukowego oraz rozprawy pt. Przyznanie sądowe strony w procesie kanonicznym oraz nominację na stanowisko docenta w Katedrze Procedury
Kościelnego Prawa Cywilnego i kierownika tejże katedry. 1 sierpnia 1974 został profesorem nadzwyczajnym nauk prawnych, a w 1980 profesorem zwyczajnym nauk prawnych.
W latach 1972–1975 był prodziekanem Wydziału Prawa Kanonicznego ATK, zaś w latach 1978–1984 jego dziekanem. W 1983 został redaktorem naczelnym kwartalnika „Prawo Kanoniczne”. Był członkiem Komisji Konkordatowej, która opracowała w latach 1992–1993 tekst Konkordatu między Stolicą Apostolską i Rzecząpospolitą Polską (ratyfikowanego w 1998).
Od 1963 był kanonikiem rzeczywistym Warmińskiej Kapituły Katedralnej. W 1983 papież Jan Paweł II mianował go protonotariuszem apostolskim (infułatem).